# المكي مغارة
المكي مغارة (تطوان 2 مارس 1933 – تطوان 11 نوفمبر 2009) هو فنان تشكيلي مغربي. يعتبر من رواد الفن التشكيلي المغربي.

## سيرة
وُلد سنة 1933 بتطوان (المغرب). منذ طفولته اهتم بالفن وخصوصا بالفن التشكيلي حيث أجرى أول معرض وعمره لا يتجاوز 16 سنة. في عام 1952 بدأ تكوينه الأكديمي بمدرسة الفنون الجميلة بتطوان، المدرسة التي أسسها أستاذه ماريانو بيرتوتشي. ثم في عام 1955 انتقل إلى إسبانيا من أجل متابعة تكوينه وذلك بالمدرسة العليا للفنون الجميلة سنتا إسبيل دو إنكرية إشبيلية في إسبانيا، وفي عام 1959 التحق بالمدرسة العليا للفنون الجميلة المركزية سان فرناندو مدريد (إسبانيا).
في سنة 1960 أنهى دراسته العليا، وعين أستاذا بالمدرسة الوطنية للفنون الجميلة بتطوان. وفي سنة 1992 تقاعد عن التعليم وتفرغ لميدان الفن.
في سنة 2007 عين عضوا للأكاديمية للفنون الجميلة لكاديس.
توجد أعماله في مجموعات خاصة ورسمية داخل التراب المغربي وخارجه كإسبانيا وفرنسا وإيطاليا والولايات المتحدة وتونس والعراق وسوريا وغير ذلك من الدول.
كما توجد أعماله في متحف «دو بوبو كليكو» بسانتياكو دي كومبوستيلا، إسبانيا (اضغط هنا لمشاهدة الأعمال)، ووجدت في المتحف السابق للفن المعاصر بطنجة، المغرب. (اضغط هنا لمشاهدة العمل).
شارك في بعض المؤتمرات كالمؤتمر الأول للفنانين التشكيليين العرب ببغداد العراق سنة 1973 ومؤتمر دمشق سوريا سنة 1975.
قام بنك المغرب بإصدار عدة قطع نقدية وللجمع من تصميم المكي مغارة (اضغط هنا لمشاهدة القطع النقدية):
بعض القطع النقدية من تصميم المكي مغارة
- قطعة من فضة (السنة العالمية للمرأة), مقدارها 50 درهم، 1975.
- قطعة من فضة (المسيرة الخضراء), مقدارها 50 درهم، 1977.
- قطعة من فضة (السنة العالمية للطفل), مقدارها 50 درهم، 1979.
- قطعة من فضة (المنظمة العالمية للفلاحة), مقدارها 5 درهم، 1975.
- قطعة من فضة (9 يوليو), مقدارها 50 درهم، 1975.
- قطعة من ذهب (9 يوليو), مقدارها 250 درهم، 1975.
- قطعة من ذهب (9 يوليو), مقدارها 500 درهم، 1975.
- قطعة معدنية (الصيد الصناعي), مقدارها 5 سنتيم، 1974.
- قطعة معدنية (الصناعة الفلاحية), مقدارها 10 سنتيم، 1974.
- قطعة من البرونز والنيكل (موضوع فلاحي), مقدارها 5 سنتيم، 1975.

## المعارض

### المعارض الشخصية
- 1962 : قاعة المناظر الجميلة، الرباط (المغرب).
- 1962 : قاعة (النادي البلدي), طنجة (المغرب).
- 1963 : قاعة برطوتي، تطوان (المغرب).
- 1965 : قاعة أتينة، مدريد (إسبانيا).
- 1965 : قاعة المكتبة الفرنسية، طنجة (المغرب).
- 1966 : قاعة أتينة، برشلونة (إسبانيا).
- 1966 : المهرجان الثقافي الإسباني الثاني عشر، سبتة.
- 1967 : قاعة نبلى، مدريد (إسبانيا).
- 1970 : قاعة (صالون الرباط) هلتون، الرباط (المغرب).
- 1973 : قاعة (كريف إى سكودا), برشلونة (إسبانيا).
- 1996 : قاعة (ديلكروا), طنجة (المغرب).
- 1997 : تكريم المكي مغارة، قاعة مدرسة الفنون الوطنية دار الصنعة (باب العقلة), تطوان (المغرب).
- 2000 : قاعة «لورينس أرنوط أرت» ألوان مائية والمقاييس الصغيرة للصباغة المزدوجة، طنجة، (المغرب).
- 2002 : قاعة باب الرواح، أهم المراحل الفنية للمكي مغارة الرباط (المغرب).
- 2002-2003 : المقر الرئيسي للشركة العامة المغربية للأبناك، أهم المراحل الفنية للمكي مغارة، الدار البيضاء (المغرب).
- 2011 : معرض تكريمي بمناسبة افتتاح رواق «المكي مغارة». تطوان (المغرب).
- 2011/2012 : مؤسسة أونا تكرم المكي مغارة. الرباط (المغرب).
- 2011/2012 : مؤسسة أونا تكرم المكي مغارة. الدار البيضاء (المغرب).
- 2013 : رواق " L’Atelier 21 "، الدار البيضاء (المغرب).

| 1949 : معرض جمعية الطالب المغربية، نطوان (المغرب). 1957 : قاعات قصر مودخر، إشبيلية (إسبانيا). 1958 : قاعة الاوداية، الفن المغربي الرباط (المغرب). 1958 : جائزة المناظر الطبيعية (لرابدة) ويلبة (إسبانيا). 1960 : الجائزة الأولى صالون الشتوي مراكش (المغرب). 1963 : ابيينال الثالث باريس (فرنسا). 1964 : اللقاء الدولي للفنانين والنقاد، الاوداية الرباط (المغرب). 1965 : ألف سنة للفن المغربي، قاعة (شربنتير) باريس (فرنسا). 1965 : القصر الزجاجي مدريد (إسبانيا). 1965 : ابيينال الرابع باريس (فرنسا). 1965 : صالون ماي برشلونة (إسبانيا). 1966 : مهرجان الفن الأسود دكر (السنغال). 1967 : 6 فنانين من تطوان، قاعة (سانتا كتلينا) أتينة مدريد)إسبانيا). 1967 : الجائزة الشرفية، صالون ماي الحادي عشر برشلونة)إسبانيا). 1967 : المعرض الدولي منتريال (كندا). 1967 : ابينال الخامس باريس)فرنسا). 1967 : الجائزة الشرفية، معرض فنانو تطوان (القنصلية الإسبانية) تطوان (المغرب). 1967 : الفن في المغرب الحالي، الجزائر (الجزائر). 1969 : الفن الواقعي الإسباني الحالي (سان دييكوا) كاليفورنيا و (سان لوويس) ميسوري) (الولايات المتحدة الأمريكية). 1974 : ابيينال العربي الأول بغداد (العراق). 1974 : قاعة البنية (بلكاهية، كريم بناني، بن شفاج، مغارة) الرباط (المغرب). 1975 : معرض فلسطين باب الرواح الرباط (المغرب). 1976 : ابيينال العربي الثاني الرباط (المغرب). 1980 : الأسبوع الثقافي المغربي بون (ألمانيا). 1980 : مؤسسة ميرو برشلونة (إسبانيا). 1981 : 6 فنانين مغاربة (إسباهان) مدريد (إسبانيا). 1982 : المسابقة الدولية للنحت على الثلج، «كرنفال كيبك» (كندا). 1988 : اللقاء الخامس أسباني عربي للفن، ألمونييكار (إسبانيا) 1988 : الرسم المغربي (وفاء بنك) الدار البيضاء (المغرب). 1988/89 29: فنانا تشكيليا من المغرب (المركز الثقافي القومي), قاعات المعارض، القاهرة والإسكندرية (مصر). 1989 : البنك الدولي و5 رسامين مغاربة واشنطن بوسطن (الولايات المتحدة الأمريكية). 1989 : التشكيلي المغربي المعاصر، المركز الثقافي (كوندي دوكي) مدريد (إسبانيا). 1989 : الرسوم المغربية المعاصرة ليسبووا (البرتغال). 1990 : الفن التشكيلي المغربي، الأيام الثقافية المغربية بالجمهورية العربية السورية، دمشق (سوريا). 1990 : الفن التشكيلي المغربي، (وفاء بنك) الدار البيضاء (المغرب). 1990 : الفن التشكيلي المغربي، (وفاء بنك) الجزائر (الجزائر). 1990 : الفن التشكيلي المغربي، (وفاء بنك) تونس (تونس). 1990 : الفن التشكيلي المغربي، (وفاء بنك) تريبولي (ليبيا). 1990 : الفن التشكيلي المغربي، (وفاء بنك) نواكشوط (موريطانيا). 1990 : «ابن العرب» الأسبوع الثقافي العربي غرناطة (إسبانيا). 1990 : نادي مورسيا، مورسيا (إسبانيا). 1990 : ثلاثة رواد الفن التشكيلي المغربي بن شفاج، المكي مغارة وبن يسف، قاعة فلاندرية، طنجة (المغرب). 1991 : قاعة الفن فلاندرية كرافيسم (إسباني عربي) طنجة (المغرب). 1991 : قاعة «جان الجليلي» كرافيسم، إشبيلية (إسبانيا). 1991 : قاعة بيرطوتشي معرض تكريم الفنان الراحل عبد الله الفخار تطوان (المغرب). 1991 : قاعة باب الرواح (لضحايا العراق) الرباط (المغرب). 1991 : قاعة باب الرواح (الشؤون الاجتماعية للجيش الملكي) الرباط (المغرب). 1992 : المعرض الدولي بإشبيلية (إسبانيا). 1992 : قاعة برتوتشي، تكريم برتوتشي، تطوان (المغرب). | 1992 : 6 رسامين من تطوان، تطوان (المغرب). 1993 : معرض تكريمي للفنان الراحل صلادي (بنك الوفاء) الدار البيضاء (المغرب). 1994 : فنانو مدرسة تطوان قاعة عبد الله الفخار، معهد الفنون الجميلة تطوان (المغرب). 1994 : أساتذة معهد الفنون الجميلة بتطوان (مركز الدراسة التاريخية الغرناطية) غرناطة (إسبانيا). 1994 : معرض الرواد الثلاثة إحياء الذكرى 25 لتأسيس جمعية حنان، قاعة الفن مارينا اسمير (المغرب). 1996 : معرض الدولي «فن الجنوب» غرناطة (إسبانيا). 1996 : معرض (متحف دو بادو كالكو) سانتيكو دي كومبوسطلا (إسبانيا). 1997 : قاعة باب الرواح، 43 فنان مغربي (الجمعية المغربية للفنون التشكيلية), الرباط (المغرب). 1997 : معرض التشكيلية في البحث والتجديد من ملك مجموعة كارلوس أريان، دار كاليسيا، مدريد (إسبانيا). 1998 : قاعة فلاندرية، جمعية «روتاري» الدولية، طنجة (المغرب). 1999 : ضوء ولون من المغرب، قاعة المعارض في متحف «بيدرو دي أوسما», ليمة (بيرو). 1999 : معرض تكريم ثلاثة رواد: المكي مغارة، سعد بن شفاج ومرتين برادو. قاعة الواسطي، الدار البيضاء (المغرب). 1999 : معرض الخريف (فترة المغرب), باريس (فرنسا). 2000 : فنانو تطوان مركز الفن متحف ألمرية (إسبانيا). 2000 : 9 تلاميذ برتوتشي، قاعة الفخار، معهد الفنون الجميلة، تطوان (المغرب). 2001 : فنانو تطوان قاعة دار الصنعة (باب العقلة), تطوان (المغرب). 2001 : جيلان من مدرسة تطوان التشكيلية، مغارة، شفاج، بوزيد ومرين، بفضاءات دار الثقافة، شفشاون (المغرب). 2001 : نشأة الفن المعاصر المغربي، رواق مركز الحسن الثاني، أصيلة (المغرب). 2001 : 40 لوحة فنية، قاعة «ميد إن أرت» للجمعية المغربية للفنون التشكيلية، الرباط (المغرب). 2001 : 14 فنان من مدرسة تطوان، قاعة دار الصنعة (باب العقلة), تطوان (المغرب). 2004 : الرسم من تطوان، بويرطو بانوس، ماربية (إسبانيا). 2004 : حادة الوضوح، فنانين مغاربة درسو في إسبانيا، تطوان – فاس – الدار البيضاء – طنجة – الرباط (المغرب). 2004 : الشركة العامة المغربية للأبناك، الدار البيضاء (المغرب). 2005 : طابع – صفات، المكسيك – برازيل 2005 : تكريم سعد بن شفاج، قاعة كابيلة، تطوان (المغرب). 2005 : موسم أصيلة الثقافي الدولي، أصيلة (المغرب). 2005 : فنانين من الضفتين، مركز جمعية تطاون أسمير، تطوان (المغرب). 2005 : أول مهرجان مراكش الدولي للفن والأدب، قصر الباهية، مراكش (المغرب). 2006 : تكريم مارتين برادو، المركز الثقافي الأندلس، مرتيل (المغرب). 2006 : معرض «جنب» (المعرض الوطني للفنون التشكيلية)، كنيسة «سكري-كور»، الدار البيضاء (المغرب). 2006 : معرض الشمال، قاعة «لينيارت»، طنجة (المغرب). 2007 : معرض «جنب» المعرض الوطني، باب الرواح، الرباط (المغرب). 2007 : معرض مدرسة تطوان، 50 عام من التأملات (بن شفاج، المكي مغارة، عطا الله، أحمد العمراني)، متحف سبتة. 2007-2008 : معرض التقارب، فضاء الشركة العامة للفن، الدارالبيضاء (المغرب). 2008 : تكريم المكي مغارة وسعد بن شفاج مع مشاركة عشر فنانين من مدرسة تطوان (نظمه جمعية تطاون أسمير)، قاعة «بيرطوشي»، تطوان (المغرب). |

## وصلات خارجية
المكي مغارة*